# Bradysia subvernalis
Bradysia subvernalis är en tvåvingeart som beskrevs av Heller 1991. Bradysia subvernalis ingår i släktet Bradysia och familjen sorgmyggor.
Artens utbredningsområde är Tyskland. Arten är reproducerande i Sverige. Inga underarter finns listade i Catalogue of Life.